# Pátka
Pátka es un pueblo en el distrito de Székesfehérvár, en el condado de Fejér, Hungría. Si bien tiene una población permanente estable de 1803 residentes, Pátka se ha orientado cada vez más hacia la recreación y la vida cotidiana desde la década de 1990, atrayendo a pescadores, observadores de aves y ciclistas a sus atracciones naturales y sitios patrimoniales.

## Descripción
Situado justo al norte del lago Velence y 12 km al noroeste de la ciudad de Székesfehérvár, el pueblo se extiende a lo largo de 40,4 kilómetros cuadrados de llanura de loess y crestas bajas y cristalinas en las estribaciones occidentales de las colinas de Velence. El pueblo alberga, en particular, el Pátkai-víztározó, un embalse de 312 hectáreas creado en 1975 mediante la construcción de una represa en el curso de agua de Császár-víz, que sirve como barrera de abastecimiento de agua para el lago Velence y alberga una rica diversidad de 167 especies distintas de aves. Sin embargo, la fuerte extracción para reforzar el lago Velence dejó el embalse peligrosamente bajo y provocó una muerte masiva de peces en diciembre de 2023; la federación de pesca administradora ordenó una reducción total y el rescate de los peces a principios de 2024, suspendiendo toda pesca hasta que se recupere la calidad del agua.

## Historia
La arqueología muestra que el sitio ha estado ocupado desde la Edad del Bronce. Los rastros de la muralla en Szűzvár marcan un castro prehistórico tardío, mientras que los tesoros de plata y los restos de mampostería de una presa romana del siglo IV en Császár-víz dan testimonio del uso continuo de los recursos hídricos del valle. El nombre Pátka aparece en las cartas reales de 1192 como Patca/Pathka, probablemente derivado del antiguo nombre de piña húngaro Paty más el diminutivo -ka. Durante las guerras otomanas, el pueblo fue despoblado repetidamente, luego repoblado en el siglo XVIII por colonos calvinistas cuya iglesia barroca (de 1730) aún se mantiene en Fő utca. Pátka entra en la historia nacional el 29 de septiembre de 1848, cuando el triángulo Pátka-Pákozd-Sukoró formó el ala izquierda de la línea defensiva del general János Móga que detuvo al ejército croata de Josip Jelačić en el primer gran enfrentamiento de la Guerra de Independencia de Hungría. 

## Historia reciente
Las empresas industriales llegaron tarde a Pátka. La exploración de vetas de plomo y zinc bajo Szűzvár abrió una pequeña mina de fluorita en 1952; esta cerró en 1967, y la planta de procesamiento de mineral se desmanteló seis años después. Desde la década de 1990, el asentamiento se ha orientado hacia la recreación y el transporte. Los fines de semana la afluencia de pescadores, observadores de aves y ciclistas se dirige al embalse y al circuito ciclista de 33 km del lago Velence. El gobierno local promueve el turismo de "patrimonio verde" mediante el mantenimiento de senderos señalizados alrededor de la presa romana y la instalación de un observatorio de aves a orillas del lago, mientras que los planes para una reserva de humedales dependen de la resolución de la gestión a largo plazo del nivel del agua en Pátkai-víztározó.